# Marga Minco
Marga Minco es el pseudónimo de Sara Menco (Ginneken, 31 de marzo de 1920-10 de julio de 2023) fue una escritora y periodista neerlandesa. Su apellido era originalmente Menco, pero hubo una equivocación burocrática. 

## Biografía
Nació en el seno de una familia judía ortodoxa, y al principio de la Segunda Guerra Mundial, residió en Breda, Amersfoort y Ámsterdam, además por un leve ataque de tuberculosis fue hospitalizada en Utrecht y  Amersfoort. En el otoño de 1942, regresó a Ámsterdam con sus padres forzados a vivir en el Barrio Judío. 
Marga se mantuvo escondida durante la Guerra mientras se llevaban a sus hermanos y sus padres y quedó como única superviviente. Más tarde, se casó con el poeta y traductor Bert Feet con quien tuvo dos hijas y trabajó en varias publicaciones. 

## Premios
- 1957 - Novelle-prijsvraag van het Bureau voor Postreclame en Adressen De Mutator N.V. por Het adres
- 1958 - Vijverbergprijs por Het bittere kruid
- 1999 - Annie Romein-prijs por toda su obra.
- 2005 - Constantijn Huygensprijs por toda su obra.
- 2019 - Premio P.C. Hooft por toda su obra.